# 2.º Parlamento de Malasia
La segunda legislatura del Parlamento de Malasia comenzó el 18 de mayo de 1964 cuando, tras realizarse elecciones federales, se constituyeron las dos cámaras legislativas, el Dewan Rakyat (Cámara de Representantes) y el Dewan Negara (Senado). El Dewan Negara, la Cámara Alta, era elegida indirectamente por los miembros de las Asambleas Legislativas Estatales y por el Yang di-Pertuan Agong, mientras que el Dewan Rakyat, la Cámara Baja, era elegida directamente por el pueblo mediante escrutinio mayoritario uninominal. Fue el último parlamento malasio en contar con representación de Singapur, y el último en no ser elegido directamente por todos los ciudadanos de la Federación de Malasia.

## Composición
| Escaños         | Total | UMNO   | MCA    | MIC   | PAS   | PPP   | PAP   | FS    | UDP   |
| --------------- | ----- | ------ | ------ | ----- | ----- | ----- | ----- | ----- | ----- |
| Perlis          | 2     | 2/2    |        |       |       |       |       |       |       |
| Kedah           | 12    | 10/12  | 2/12   |       |       |       |       |       |       |
| Kelantan        | 10    | 2/10   |        |       | 8/10  |       |       |       |       |
| Terengganu      | 6     | 5/6    |        |       | 1/6   |       |       |       |       |
| Penang          | 8     | 4/8    | 2/8    |       |       |       |       | 1/8   | 1/8   |
| Perak           | 20    | 9/20   | 8/20   | 1/20  |       | 2/20  |       |       |       |
| Pahang          | 6     | 5/6    | 1/6    |       |       |       |       |       |       |
| Selangor        | 14    | 6/14   | 5/14   | 1/14  |       |       | 1/14  | 1/14  |       |
| Negeri Sembilan | 6     | 3/6    | 2/6    | 1/6   |       |       |       |       |       |
| Malacca         | 4     | 2/4    | 2/4    |       |       |       |       |       |       |
| Johor           | 16    | 11/16  | 5/16   |       |       |       |       |       |       |
| Total           | 104   | 59/104 | 27/104 | 3/104 | 9/104 | 2/104 | 1/104 | 2/104 | 1/104 |

## Dewan Rakyat
| Estado          | Circunscripción | Circunscripción         | Partido                                                  | Partido                 | Diputado                                                  |
| --------------- | --------------- | ----------------------- | -------------------------------------------------------- | ----------------------- | --------------------------------------------------------- |
| Perlis          | P001            | Perlis Utara            |                                                          | Alianza (UMNO)          | Othman Abdullah                                           |
| Perlis          | P002            | Perlis Selatan          |                                                          | Alianza (UMNO)          | Mokhtar Ismail                                            |
| Kedah           | P003            | Jitra-Padang Terap      |                                                          | Alianza (UMNO)          | Fatimah Hashim                                            |
| Kedah           | P004            | Kubang Pasu Barat       |                                                          | Alianza (UMNO)          | Senu Abdul Rahman                                         |
| Kedah           | P005            | Kota Star Utara         |                                                          | Alianza (UMNO)          | Abdul Khalid Awang Osman                                  |
| Kedah           | P006            | Alor Star               |                                                          | Alianza (MCA)           | Lim Pee Hung                                              |
| Kedah           | P007            | Kuala Kedah             |                                                          | Alianza (UMNO)          | Tunku Abdul Rahman (Primer ministro)                      |
| Kedah           | P008            | Kota Star Selatan       |                                                          | Alianza (UMNO)          | Mahathir Mohamad                                          |
| Kedah           | P009            | Kedah Tengah            |                                                          | Alianza (UMNO)          | Khir Johari                                               |
| Kedah           | P010            | Jerai                   |                                                          | Alianza (UMNO)          | Hanafiah Hussain                                          |
| Kedah           | P011            | Baling                  |                                                          | Alianza (UMNO)          | Harun Abdullah                                            |
| Kedah           | P012            | Sungei Patani           |                                                          | Alianza (UMNO)          | Mohamed Zahir Ismail                                      |
| Kedah           | P013            | Kulim                   |                                                          | Alianza (UMNO)          | Hanafi Mohd Yunus                                         |
| Kedah           | P014            | Kulim-Bandar Bahru      |                                                          | Alianza (MCA)           | Tai Kuan Yang                                             |
| Kelantan        | P015            | Tumpat                  |                                                          | PAS                     | Wan Hassan Wan Daud                                       |
| Kelantan        | P016            | Kelantan Hilir          |                                                          | PAS                     | Ahmad Abdullah                                            |
| Kelantan        | P016            | Kelantan Hilir          | Nik Abdul Aziz Nik Mat (desde el 21 de octubre de 1967)  | PAS                     |                                                           |
| Kelantan        | P017            | Pasir Mas Hilir         |                                                          | PAS                     | Nik Ahmad Kamil Nik Mahmud                                |
| Kelantan        | P018            | Kota Bharu Hilir        |                                                          | Alianza (UMNO)          | Nik Ahmad Kamil Nik Mahmud                                |
| Kelantan        | P019            | Bachok                  |                                                          | PAS                     | Zulkiflee Muhammad (hasta el 6 de mayo de 1964)           |
| Kelantan        | P019            | Bachok                  | Abu Bakar Hamzah (desde el 27 de junio de 1964)          | PAS                     |                                                           |
| Kelantan        | P020            | Kota Bharu Hulu         |                                                          | PAS                     | Hussain Rahimi Saman                                      |
| Kelantan        | P021            | Pasir Mas Hulu          |                                                          | PAS                     | Abdul Samad Gul Ahmad Mianji                              |
| Kelantan        | P021            | Pasir Mas Hulu          | Tengku Zaid Tengku Ahmad (desde el 19 de agosto de 1967) | PAS                     |                                                           |
| Kelantan        | P022            | Pasir Puteh             |                                                          | PAS                     | Mohamad Asri Muda                                         |
| Kelantan        | P023            | Tanah Merah             |                                                          | PAS                     | Mustapha Ahmad                                            |
| Kelantan        | P024            | Ulu Kelantan            |                                                          | Alianza (UMNO)          | Hussein Sulaiman                                          |
| Terengganu      | P025            | Besut                   |                                                          | PAS                     | Mohd. Daud Abdul Samad                                    |
| Terengganu      | P026            | Kuala Trengganu Utara   |                                                          | Alianza (UMNO)          | Wan Abdul Kadir Ismail                                    |
| Terengganu      | P027            | Kuala Trengganu Selatan |                                                          | Alianza (UMNO)          | Abdullah Abdul Rahman                                     |
| Terengganu      | P028            | Dungun                  |                                                          | Alianza (UMNO)          | Suleiman Ali                                              |
| Terengganu      | P029            | Kemaman                 |                                                          | Alianza (UMNO)          | Wan Mokhtar Ahmad                                         |
| Terengganu      | P030            | Trengganu Tengah        |                                                          | Alianza (UMNO)          | Engku Muhsein Abdul Kadir                                 |
| Penang          | P031            | Bagan                   |                                                          | Alianza (MCA)           | Tan Cheng Bee                                             |
| Penang          | P032            | Seberang Tengah         |                                                          | Alianza (UMNO)          | Ibrahim Abdul Rahman                                      |
| Penang          | P033            | Seberang Selatan        |                                                          | Alianza (UMNO)          | Mohamed Noordin Mastan (hasta el 1 de septiembre de 1964) |
| Penang          | P033            | Seberang Selatan        | Snawi Ismail (31 de octubre de 1964)                     | Alianza (UMNO)          |                                                           |
| Penang          | P034            | Penang Utara            |                                                          | Alianza (MCA)           | Geh Chong Keat                                            |
| Penang          | P035            | Penang Selatan          |                                                          | Alianza (UMNO)          | Ismail Idris                                              |
| Penang          | P036            | Tanjong                 |                                                          | UDP                     | Lim Chong Eu                                              |
| Penang          | P037            | Dato 'Kramat            |                                                          | Frente Socialista (LPM) | Lim Kean Siew (hasta el 1 de enero de 1969)               |
| Penang          | P038            | Seberang Utara          |                                                          | Alianza (UMNO)          | Ahmad Saaid                                               |
| Perak           | P039            | Ulu Perak               |                                                          | Alianza (UMNO)          | Mohamed Ghazali Jawi                                      |
| Perak           | P040            | Krian Laut              |                                                          | Alianza (UMNO)          | Abdul Rauf Abdul Rahman                                   |
| Perak           | P040            | Krian Laut              | Sulaiman Taib (desde el 12 de marzo de 1966)             | Alianza (UMNO)          |                                                           |
| Perak           | P041            | Krian Darat             |                                                          | Alianza (UMNO)          | Ramli Omar                                                |
| Perak           | P042            | Laurut Utara            |                                                          | Alianza (UMNO)          | Tajudin Ali                                               |
| Perak           | P043            | Larut Selatan           |                                                          | Alianza (MCA)           | Lim Swee Aun                                              |
| Perak           | P044            | Bruas                   |                                                          | Alianza (MCA)           | Yeoh Tat Beng                                             |
| Perak           | P044            | Bruas                   | Chew Biow Chuon (desde el 4 de junio de 1966)            | Alianza (MCA)           |                                                           |
| Perak           | P045            | Sitiawan                |                                                          | Alianza (MCA)           | Kam Woon Wah                                              |
| Perak           | P046            | Sungei Siput            |                                                          | Alianza (MIC)           | VT Sambanthan                                             |
| Perak           | P047            | Kuala Kangsar           |                                                          | Alianza (UMNO)          | Megat Khas Megat Omar                                     |
| Perak           | P048            | Parit                   |                                                          | Alianza (UMNO)          | Hussein Mohd Noordin                                      |
| Perak           | P049            | Ulu Kinta               |                                                          | Alianza (MCA)           | Chin Foon                                                 |
| Perak           | P050            | Ipoh                    |                                                          | PPP                     | DR Seenivasagam                                           |
| Perak           | P051            | Menglembu               |                                                          | PPP                     | SP Seenivasagam                                           |
| Perak           | P052            | Batu Gajah              |                                                          | Alianza (MCA)           | Ng Fah Yam                                                |
| Perak           | P053            | Kampar                  |                                                          | Alianza (MCA)           | Toh Theam Hock                                            |
| Perak           | P054            | Hilir Perak             |                                                          | Alianza (UMNO)          | Othman Abdullah                                           |
| Perak           | P055            | Telok Anson             |                                                          | Alianza (MCA)           | Ng Kam Poh                                                |
| Perak           | P056            | Bagan Datoh             |                                                          | Alianza (UMNO)          | Sulaiman Bulon                                            |
| Perak           | P057            | Batang Padang           |                                                          | Alianza (UMNO)          | Abdul Hamid Khan Sakhawat Ali Khan                        |
| Perak           | P058            | Tanjong Malim           |                                                          | Alianza (MCA)           | Lee Seck Fun                                              |
| Pahang          | P059            | Raub                    |                                                          | Alianza (UMNO)          | Hussein Hassan                                            |
| Pahang          | P059            | Raub                    | Hamzah Abu Samah (desde el 14 de agosto de 1967)         | Alianza (UMNO)          |                                                           |
| Pahang          | P060            | Bentong                 |                                                          | Alianza (MCA)           | Chan Siang Sun                                            |
| Pahang          | P061            | Kuantan                 |                                                          | Alianza (UMNO)          | Abdul Rahman Talib                                        |
| Pahang          | P061            | Kuantan                 | Mohamed Taib (desde el 11 de noviembre de 1968)          | Alianza (UMNO)          |                                                           |
| Pahang          | P062            | Pekan                   |                                                          | Alianza (UMNO)          | Abdul Razak Hussein                                       |
| Pahang          | P063            | Temerloh                |                                                          | Alianza (UMNO)          | Mohamed Yusof Mahmud                                      |
| Pahang          | P064            | Lipis                   |                                                          | Alianza (UMNO)          | Abdul Razak Hussin                                        |
| Selangor        | P065            | Kuala Selangor          |                                                          | Alianza (UMNO)          | Raja Rome Raja Ma'amor                                    |
| Selangor        | P066            | Batu                    |                                                          | Frente Socialista (LPM) | Tan Chee Khoon                                            |
| Selangor        | P067            | Kapar                   |                                                          | Alianza (UMNO)          | Hamzah Alang                                              |
| Selangor        | P068            | Rawang                  |                                                          | Alianza (UMNO)          | Tunku Tan Sri Abdullah                                    |
| Selangor        | P069            | Langat                  |                                                          | Alianza (UMNO)          | Zakaria Mohd Taib                                         |
| Selangor        | P070            | Setapak                 |                                                          | Alianza (MCA)           | Chan Seong Yoon                                           |
| Selangor        | P071            | Bungsar                 |                                                          | DAP                     | Devan Nair                                                |
| Selangor        | P072            | Bukit Bintang           |                                                          | Alianza (MCA)           | Tan Toh Hong                                              |
| Selangor        | P073            | Damansara               |                                                          | Alianza (MCA)           | Michael Chen Wing Sum                                     |
| Selangor        | P074            | Klang                   |                                                          | Alianza (MIC)           | V. Manickavasagam                                         |
| Selangor        | P075            | Kuala Langat            |                                                          | Alianza (UMNO)          | Mohd. Tahir Abdul Majid                                   |
| Selangor        | P076            | Sepang                  |                                                          | Alianza (MCA)           | Lee Siok Yew                                              |
| Selangor        | P077            | Sabak Bernam            |                                                          | Alianza (UMNO)          | Mustapha Abdul Jabar                                      |
| Selangor        | P078            | Ulu Selangor            |                                                          | Alianza (MCA)           | Khaw Kai Boh                                              |
| Negeri Sembilan | P079            | Kuala Pilah             |                                                          | Alianza (UMNO)          | Bahaman Samsudin                                          |
| Negeri Sembilan | P080            | Seremban Timor          |                                                          | Alianza (MCA)           | Quek Kai Dong                                             |
| Negeri Sembilan | P081            | Rembau-Tampin           |                                                          | Alianza (UMNO)          | Redza Mohd Said                                           |
| Negeri Sembilan | P082            | Port Dickson            |                                                          | Alianza (MIC)           | T. Mahima Singh                                           |
| Negeri Sembilan | P083            | Jelebu-Jempol           |                                                          | Alianza (UMNO)          | Mohamed Idris Matsil                                      |
| Negeri Sembilan | P084            | Seremban Barat          |                                                          | Alianza (MCA)           | Siow Loong Hin                                            |
| Malacca         | P085            | Malacca Tengah          |                                                          | Alianza (MCA)           | Tan Siew Sin                                              |
| Malacca         | P086            | Bandar Malacca          |                                                          | Alianza (MCA)           | Tan Kee Gak                                               |
| Malacca         | P087            | Malacca Utara           |                                                          | Alianza (UMNO)          | Abdul Ghani Ishak                                         |
| Malacca         | P088            | Malacca Selatan         |                                                          | Alianza (UMNO)          | Abdul Karim Abu                                           |
| Johor           | P089            | Muar Dalam              |                                                          | Alianza (UMNO)          | Abdul Aziz Ishak                                          |
| Johor           | P090            | Segamat Selatan         |                                                          | Alianza (MCA)           | Lee San Choon                                             |
| Johor           | P091            | Muar Pantai             |                                                          | Alianza (MCA)           | Seah Teng Ngiab                                           |
| Johor           | P092            | Muar Selatan            |                                                          | Alianza (UMNO)          | Awang Hassan                                              |
| Johor           | P093            | Batu Pahat              |                                                          | Alianza (MCA)           | Soh Ah Teck                                               |
| Johor           | P094            | Batu Pahat Dalam        |                                                          | Alianza (UMNO)          | Syed Esa Alwee                                            |
| Johor           | P095            | Kluang Utara            |                                                          | Alianza (MCA)           | Tiah Eng Bee                                              |
| Johor           | P096            | Johor Tenggara          |                                                          | Alianza (UMNO)          | Syed Jaafar Albar                                         |
| Johor           | P097            | Pontian Utara           |                                                          | Alianza (UMNO)          | Sardon Jubir                                              |
| Johor           | P098            | Pontian Selatan         |                                                          | Alianza (UMNO)          | Ali Ahmad                                                 |
| Johor           | P099            | Kluang Selatan          |                                                          | Alianza (MCA)           | Chan Chong Wen                                            |
| Johor           | P100            | Johore Bahru Timor      |                                                          | Alianza (UMNO)          | Fatimah Abdul Majid                                       |
| Johor           | P101            | Johore Bahru Barat      |                                                          | Alianza (UMNO)          | Rahmat Daud                                               |
| Johor           | P102            | Johore Timor            |                                                          | Alianza (UMNO)          | Ismail Abdul Rahman                                       |
| Johor           | P103            | Segamat Utara           |                                                          | Alianza (UMNO)          | Abdullah Mohd Salleh                                      |
| Johor           | P103            | Segamat Utara           | Musa Hitam (desde el 19 de octubre de 1968)              | Alianza (UMNO)          |                                                           |
| Johor           | P104            | Muar Utara              |                                                          | Alianza (UMNO)          | Ahmad Arshad                                              |
| Singapur        |                 |                         |                                                          | PAP                     | Abdul Rahim Ishak                                         |
| Singapur        |                 | BS                      | Chia Thye Poh                                            |                         |                                                           |
| Singapur        |                 | PAP                     | Edmund William Barker                                    |                         |                                                           |
| Singapur        |                 | PAP                     | Goh Keng Swee                                            |                         |                                                           |
| Singapur        |                 | PAP                     | Ho Ver Beng                                              |                         |                                                           |
| Singapur        |                 | PAP                     | Jek Yeun Thong                                           |                         |                                                           |
| Singapur        |                 | BS                      | Kow Kee Seng                                             |                         |                                                           |
| Singapur        |                 | PAP                     | Lee Kuan Yew                                             |                         |                                                           |
| Singapur        |                 | BS                      | Lim Huan Boon                                            |                         |                                                           |
| Singapur        |                 | PAP                     | Lim Kim San                                              |                         |                                                           |
| Singapur        |                 | PAP                     | Ong Pang Boon                                            |                         |                                                           |
| Singapur        |                 | PAP                     | Othman Wok                                               |                         |                                                           |
| Singapur        |                 | PAP                     | S. Rajaratnam                                            |                         |                                                           |
| Singapur        |                 | PAP                     | Toh Chin Chye                                            |                         |                                                           |
| Singapur        |                 | PAP                     | Wee Toon Boon                                            |                         |                                                           |
| Singapur        |                 | PAP                     | Yong Nyuk Lin                                            |                         |                                                           |

## Dewan Negara
| Estado     | Senador                               | Inicio                   | Final                    | Partido | Partido        |
| ---------- | ------------------------------------- | ------------------------ | ------------------------ | ------- | -------------- |
| Terengganu | Da Abdul Jalil Awang                  | 11 de septiembre de 1959 | 10 de septiembre de 1965 |         | PAS            |
| Terengganu | Mohamed Adib Omar                     | 15 de octubre de 1962    | 14 de octubre de 1968    |         | Alianza (UMNO) |
| Terengganu | Goh Chek Kin                          | 18 de octubre de 1965    | 17 de octubre de 1971    |         | Alianza (MCA)  |
| Terengganu | Abu Bakar Ahmad                       | 9 de diciembre de 1968   | 8 de diciembre de 1974   |         | Alianza (UMNO) |
| Singapur   | Ahmad Taff                            | 2 de noviembre de 1963   | 8 de agosto de 1965      |         | Alianza (UMNO) |
| Singapur   | Ko Teck Kin                           | 2 de noviembre de 1963   | 8 de agosto de 1965      |         | PAP            |
| Selangor   | Chan Kwong Hon                        | 11 de septiembre de 1959 | 17 de diciembre de 1971  |         | Alianza (MCA)  |
| Selangor   | Raja Rastam Shahrome Raja dijo Tauphy | 11 de septiembre de 1959 | 10 de septiembre de 1965 |         | Alianza (UMNO) |
| Sarawak    | Oyong Lawai Jau                       | 2 de noviembre de 1963   | 1 de noviembre de 1969   |         | SNAP           |
| Sarawak    | Tuanku Bujang Tuanku Othman           | 2 de noviembre de 1963   | 1 de noviembre de 1969   |         | BERJASA        |
| Sabah      | Joseph Augustine Angian Andulag       | 2 de noviembre de 1963   | 1 de noviembre de 1969   |         | USNO           |
| Sabah      | Pengiran Mohamed Digadong Galpam      | 2 de noviembre de 1963   | 1 de noviembre de 1969   |         | USNO           |
| Perlis     | Wan Ahmad Wan Daud                    | 11 de septiembre de 1959 | 10 de septiembre de 1965 |         | Alianza (UMNO) |
| Perlis     | Abdul Rahman Ahmad                    | 15 de marzo de 1963      | 14 de marzo de 1969      |         | Alianza (UMNO) |
| Perlis     | Syed Darus Syed Hashim                | 18 de diciembre de 1965  | 17 de diciembre de 1971  |         | Alianza (UMNO) |